# Fiona Onasanya
Fiona Oluyinka Onasanya est une femme politique britannique née le 23 août 1983.
Membre du Parti travailliste, elle est élue députée pour la circonscription de Peterborough lors des élections générales de 2017. Après avoir été reconnue coupable d'entrave à la justice en décembre 2018, elle est radiée du parti. Condamnée à trois mois de prison en janvier 2019, elle perd son siège de députée le 1er mai, une pétition de rappel ayant réuni le nombre de signatures nécessaire.

## Biographie

### Origines et débuts en politique
Fiona Oluyinka Onasanya est née le 23 août 1983. Sa mère est d'origine londonienne et son père d'origine nigériane. Ses parents se séparent alors qu'elle n'a que trois ans et elle est confiée à sa mère avec son frère cadet Festus. Elle est scolarisée à la Netherhall School (en) de Cambridge, puis étudie le droit à l'université du Hertfordshire. Après ses études, elle travaille pour les cabinets d'avocats Nockolds, puis Eversheds. Admise comme solicitor en novembre 2015, elle travaille chez Howes Percival puis DC Law comme spécialiste du droit immobilier et des baux commerciaux.
En 2013, elle est élue au conseil du comté de Cambridgeshire pour le district de King's Hedges (en), dans le nord de Cambridge. Elle occupe le poste de leader adjoint du groupe travailliste. Elle est également la porte-parole locale du parti pour les enfants et les jeunes. Ayant déménagé à Peterborough en 2014, elle tente en vain d'obtenir l'investiture du Parti travailliste pour les élections municipales de 2017 à la mairie de Cambridgeshire et de Peterborough.

### Carrière parlementaire
Pour les élections générales de 2017, Onasanya est sélectionnée par le Parti travailliste comme candidate dans la circonscription de Peterborough. Elle bat de 607 voix le député sortant, le conservateur Stewart Jackson. Après son élection, elle déclare qu'elle rêve de devenir la première femme noire à occuper le poste de Premier ministre du Royaume-Uni.
Au sein de la Chambre des communes, elle est nommée whip et secrétaire parlementaire privée rattachée à Nia Griffith, la secrétaire d'État à la Défense du cabinet fantôme. Lors du référendum sur l'appartenance du Royaume-Uni à l'Union européenne, elle vote pour que le Royaume-Uni reste membre de l'Union européenne et annonce par la suite son souhait d'une deuxième consultation du public, via un deuxième référendum ou une élection générale.
En janvier 2019, le Parti travailliste annonce qu'Onasanya a été radiée en décembre 2018 à la suite de sa condamnation en justice,. C'est en tant qu'indépendante qu'elle siège par la suite au Parlement. Le 12 mars 2019, elle devient la première députée à voter avec un bracelet électronique en s'opposant au projet d'accord de retrait du Royaume-Uni de l'Union européenne lors de sa deuxième présentation au Parlement. Le 3 avril, elle vote en faveur du European Union (Withdrawal) Act 2019 (en), le projet de loi déposé par Yvette Cooper et Oliver Letwin visant à prolonger la durée de l'article 50. Le vote est très serré et le projet est adopté avec une majorité d'une voix, donnant lieu à des critiques virulentes à l'égard d'Onasanya de la part des partisans du Brexit.

### Condamnation judiciaire

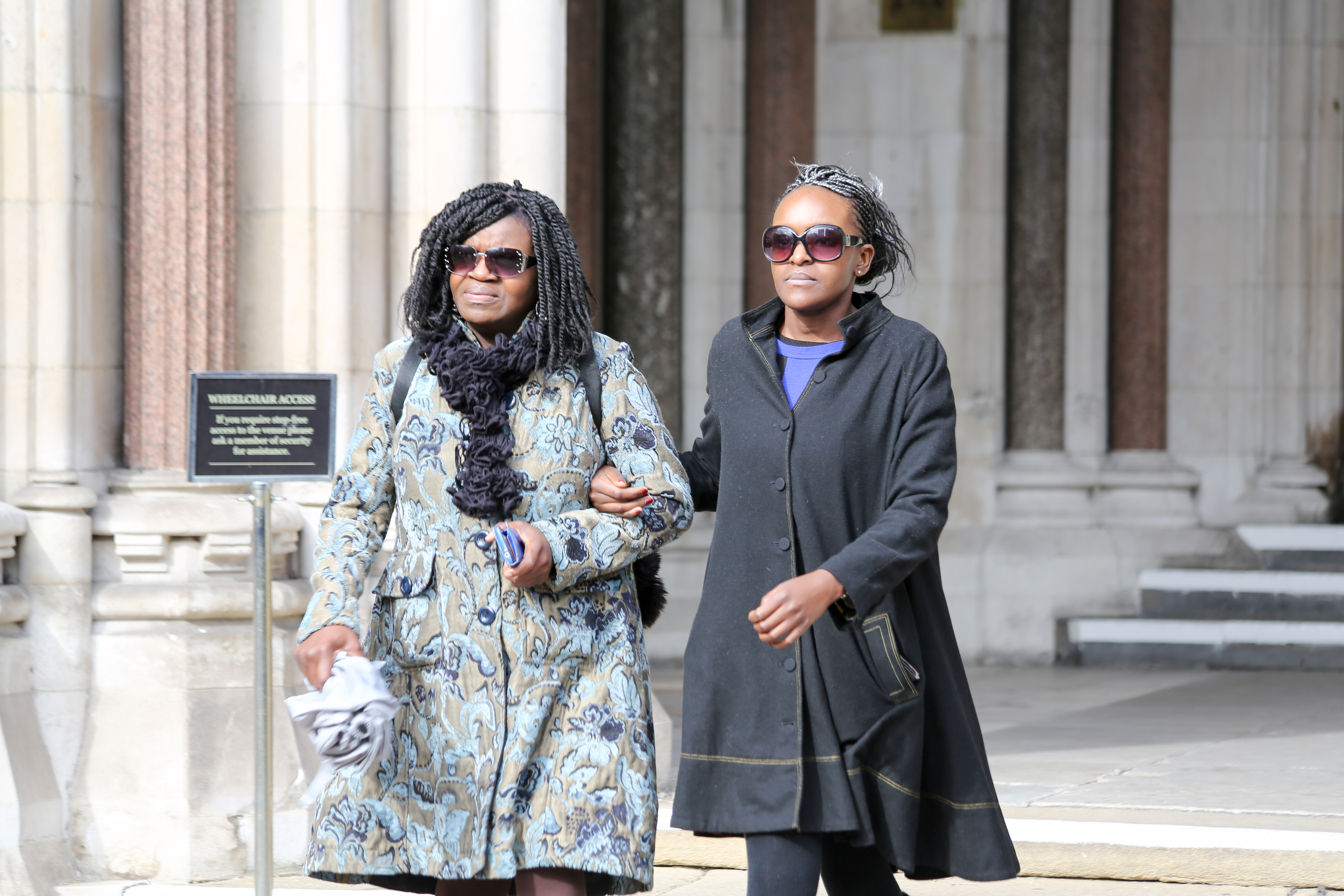
Fiona Onasanya (à droite) quitte la Cour royale de justice le 5 mars 2019, après l'échec de sa demande d'appel.

Le 12 juillet 2018, Onasanya comparaît devant la Westminster Magistrates' Court (en). Elle est inculpée d'entrave à la justice en lien avec deux excès de vitesse commis en 2017 : elle aurait menti afin de ne pas recevoir de contravention. Dans le premier cas, elle est accusée d'avoir été au volant lors d'un excès de vitesse commis le 24 juillet 2017, bien qu'elle ait affirmé, de même que son frère Festus, que la voiture ait été conduite par une tierce personne. Dans le deuxième cas, qui concerne un incident similaire le 23 août, c'est son frère qui aurait été au volant.
Lors du premier procès, en novembre 2018, le jury se montre incapable de fournir un verdict. Elle est reconnue coupable au terme du second procès, en décembre. À la suite du verdict, elle est immédiatement suspendue du Parti travailliste, qui lui demande de démissionner de sa charge de député. L'hebdomadaire local, le Peterborough Telegraph, appelle également à sa démission. Elle refuse de démissionner, continue à proclamer son innocence et annonce son intention de faire appel,.
Le 29 janvier 2019, Onasanya est condamnée à trois mois de prison ferme par la cour du Old Bailey. C'est la première fois qu'un député britannique se retrouve en prison depuis la condamnation de Terry Fields en 1991. Elle bénéficie d'une libération anticipée et quitte la HM Prison Bronzefield (en) le 26 février, mais elle est placée sous surveillance électronique et doit respecter un couvre-feu. Sa demande d'appel est rejetée par la Cour d'appel le 5 mars.

### Pétition de rappel et exclusion
La peine de prison d'Onasanya étant inférieure à un an, le Representation of the People Act 1981 (en), qui aurait automatiquement entraîné son exclusion du Parlement, ne s'applique pas. En revanche, le Recall of MPs Act 2015 (en) s'applique dans cette situation. Par conséquent, le président de la Chambre des communes John Bercow annonce le 5 mars qu'une pétition de rappel va être ouverte contre la députée à la suite de l'échec de sa procédure d'appel.
La pétition est ouverte le 19 mars pour une durée de six semaines. Le jour de son ouverture, Onasanya s'adresse à ses électeurs dans une vidéo sur YouTube où elle continue
à proclamer son innocence. La pétition recueille 19 261 signatures, ce qui correspond à 27,6 % du corps électoral de sa circonscription. Le seuil de réussite étant fixé à 10 %, ce résultat entraîne la vacance du siège occupé jusqu'alors par la députée. C'est la première fois que la procédure de rappel aboutit à ce résultat. Bien qu'il ne lui soit pas interdit de se présenter à l'élection partielle qui s'ensuit, Onasanya décide de ne pas y participer.